# Rio Embu-Guaçu
O Rio Embu-Guaçu é um rio brasileiro que atravessa o município de mesmo nome, localizado na região sudoeste da Região Metropolitana de São Paulo. Suas nascentes estão localizadas na divisa entre o extremo sul da capital paulista e o Município de Itanhaém, na Serra do Mar, Região da Área de Proteção Ambiental Municipal do Capivari-Monos e do Parque Estadual da Serra do Mar (Núcleo Curucutu), de onde segue sentido Embu-Guaçu até desaguar na Represa de Guarapiranga. 

## Características
Este rio é o principal tributário da represa de Guarapiranga e também deu origem ao nome do município de Embu-Guaçu.
Parte de suas várzeas estão protegidas pelo Parque Ecológico Várzea do Embu-Guaçu, que ocupa um área de 129 ha de Mata Atlântica, próxima ao centro do município de Embu-Guaçu.
Seu principal afluente é o rio Santa Rita, que nele deságua dentro da área do parque ecológico municipal. Sua nascente se encontra na divisa de Embu-Guaçu com São Lourenço da Serra.
Responsável por cerca de 44% de seu volume, o Rio Embu-Guaçu é o principal tributário da Represa de Guarapiranga, sendo o segundo o Rio Embu-mirim.

### Nascente
Se Localiza na Divisa entre o Extremo sul de São Paulo e Itanhaém, dentro do Parque Estadual da Serra do Mar (Curucutu) e da APA Capivari-Monos.
A Trilha da Bica, Uma das Atrações do Parque, tem 1,4 km, e leva até a Bica de Águas límpidas que é Nascente do Rio Embu Guaçu, a Trilha pode ser percorrida em uma caminhada tranquila e agradável, partindo da sede do Núcleo Curucutu no Bairro Emburá.
Além de fazer a trilha e do contato com a Natureza o visitante poderá observar as Aves e beber Água direto da fonte.                                                                                 

### Percurso
Depois de Sair do PESM e Cortar o Distrito de Marsilac (São Paulo), entra no Município de Embu-Guaçu, Segue até o Centro, e a partir desse ponto entra no Parque Estadual Várzea do Embu-Guaçu, onde fica a conhecida Várzea do rio, Neste trecho há belíssimas áreas de vegetação nativa de Mata Atlântica, rica em araucárias e ipês, por exemplo.
Após esse trecho está localizado a sua foz, na Represa de Guarapiranga, ponto de divisa entre Embu-Guaçu, Itapecerica da Serra e São Paulo.